# Starzyce, huyện Choszczeński
Starzyce [staˈʐɨt͡sɛ] (German Reierort) là một ngôi làng thuộc khu hành chính của Gmina Bierzwnik, thuộc hạt Choszczno, West Pomeranian Voivodeship, ở phía tây bắc Ba Lan. Nó nằm khoảng 2 kilômét (1 mi) phía tây bắc Bierzwnik, 22 km (14 mi) về phía đông nam Choszczno, và 83 km (52 mi) về phía đông nam của thủ đô khu vực Szczecin.